# 森伊蔵酒造

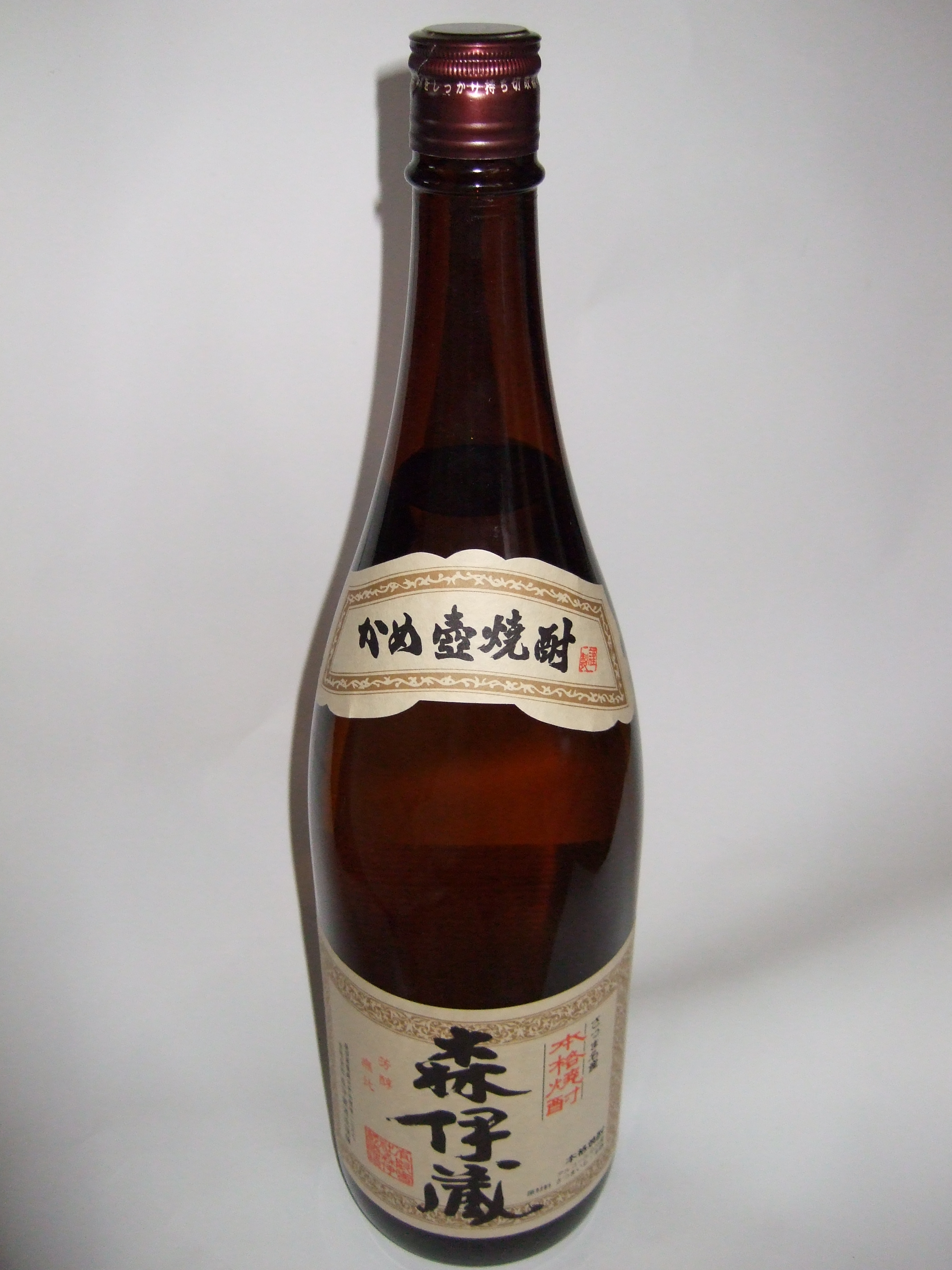
森伊蔵酒造の主要銘柄である森伊蔵

有限会社森伊蔵酒造 （もりいぞうしゅぞう）は、鹿児島県垂水市牛根境に本社を置く芋焼酎「森伊蔵」を生産する日本の蔵元。
かつては、近くにある錦江湾にちなんだ「錦江」などを製造・販売していた。1981年に帰郷して、1986年に第5代当主として蔵を継いだ森覚志が、父の名をつけた「森伊蔵」を1988年に発売。高級焼酎として国内外で人気を博し、以降、銘柄を一つに絞っている。生産量も醸造用4石甕壺50個分（一升瓶換算で年15万本程度）に限っている。

## 企業現況
- 商号 有限会社森伊蔵酒造
- 本社所在地 鹿児島県垂水市牛根境
- 代表取締役社長 森覚志

## 沿革
- 1885年（明治18年） - 創業

## 銘柄
- 「森伊蔵」
1800ml、720ml、日本航空限定販売用「楽酔喜酒 森伊蔵」
- 「極上森伊蔵」